# Католицизм в Того
Католицизм в Того. Католическая церковь в Того является частью всемирной Католической церкви. Численность католиков в стране составляет около 1 миллиона 483 тысяч человек (25 % от общей численности населения) по данным сайта Catholic Hierarchy; около 1 миллиона 560 тысяч человек (28 % населения) по данным Католической энциклопедии.

## История
Во второй половине XVII века на территории современного Того существовали этнические объединения с сильной централизованной властью, которые в конце концов вошли в состав государства Дагомея. С XIX века в Дагомею начали активно проникать европейцы.
Первыми католическими миссионерами в Того были французские священники Лионского общества африканских миссий, в 1863 году посещавшие с миссионерскими целями прибрежные населённые пункты. В 1886 году была основана миссия в Атакпаме. В 1892 году Святой Престол образовал апостольскую префектуру Того, в 1914 году она была преобразована в апостольский викариат.
В 1905 году здесь была образована колония Германской империи Тоголенд. В начале XX века основное пасторское служение в Того выполняли немецкие священники из конгрегации вербистов. Во время первой мировой войны Того было оккупировано Великобританией и Францией и разделено в 1924 году между этими странами. Немецкие священники были депортированы, их место вновь заняли священники Лионского общества африканских миссий. В 1922 году был рукоположен первый священник-тоголезец. Британское Того в 1957 году стало частью независимого государства Гана, а Французское Того в 1960 году было объявлено независимой Тоголезской республикой.
В 1955 году апостольский викариат Того получил статус архиепархии, ей в подчинение была поставлена Епархия Сокоде. В 1964—1965 годах основаны епархия Атакпаме и епархия Дапаонга, а в 1994 году — ещё три епархии Анехо, Кара и Кпалиме.
В 1973 году во Ломе была открыта апостольская делегатура, в 1982 году были установлены полноценные дипломатические отношения между Того и Святым Престолом, делегатура преобразована в нунциатуру.
В августе 1985 года Того с апостольским визитом посещал папа Иоанн Павел II

## Современное состояние
Около половины населения страны — последователи африканских традиционных религий, католики насчитывают около четверти населения, мусульмане — 15 %, протестанты — 6,5 %.
Структуры Католической церкви в стране состоят из архиепархии-митрополии Ломе и подчинённых ей шести епархий.
В Того служат 448 священников в 151 приходе. Епископы страны объединены в Конференцию католических епископов Того.